# II. Radu havasalföldi fejedelem
II. Radu vagy más néven Kopasz Radu (románul: Radu Prasnaglava), (? – 1427 tavasza) Havasalföld fejedelme (1420–1422; 1423 nyara; 1424 ősze; 1427 tavasza) volt.
Uralkodása testvére, I. Mihail halála után kezdődött. Mindketten Öreg Mircea gyermekei voltak, azonban míg Mihail hűen szolgálta országát, Radu a török portán nevelkedett. Trónját is a törököknek köszönhette, hiszen őt ültették Havasalföld élére, miután legyőzték Mihailt és a magyar seregeket.
I. Mihail valószínűleg az utolsó havasalföldi uralkodó volt, aki birtokában tudhatta a Bánáti régiót és Dobrudzsát.
Uralkodói tevékenységéről nem sokat tudunk, valószínűleg sok mindent nem is tudott ténykedni – unokatestvére, II. Dan magyar segítséggel több alkalommal elűzte, így ebben az időszakban Havasalföld hovatartozása gyakran cserélődött.
Utolsó találkozásuk 1427-ben zajlott, mikor II. Dan valószínűleg meg is ölte rokonát, magához ragadva a trónt.
II. Radu Prasnaglava (nevének jelentése: „a kopasz” vagy „az ész nélküli”) a törökök leghűbb szolgájaként maradt meg a román történelemben.